# Тургиново (деревня)
Турги́ново — деревня в Калининском районе Тверской области. Относится к Михайловскому сельскому поселению.
Расположена в 19 км к северу от Твери, в 2,5 км от села Михайловское. Село Тургиново, центр Тургиновского сельского поселения, расположено в другую (на юг) сторону от Твери.
В 1997 году в деревне 1 хозяйство, 1 житель. По переписи 2010 года — 3 жителя (2 мужчин, 1 женщина).